# محمد السويسي
محمد السويسي هو ممثل مصري شارك بالتمثيل في العديد من العروض المسرحية والأعمال التليفزيونية والأفلام السينمائية التي عُرض بعضها في مهرجانات سينمائية هامة كمهرجان كان السينمائي الدولي ومهرجان الأقصر الدولي للسينما الأفريقية وغيرها.

## مسيرته المهنية
بدأ اهتمام محمد السويسي بفن التمثيل في عام 2010 أثناء دراسته الجامعية فشارك في العديد من العروض المسرحية على مسرح الجامعة، ثُم التحق بعد تخرجه من الجامعة بمدرة مسرح شرع لكي يدرس التمثيل، وفي عام 2013 كانت بداية مسيرته الفنية الحقيقية عندما شارك في فيلم «يوم للستات» للمخرجة كاملة أبو ذكري، ثُمّ توالت بعد ذلك مُشاركاته في العروض المسرحية والأفلام السينمائية والأعمال التليفزيونية، والتي كان من أبرزها دوره في الجزء الثالث من مسلسل «آخر دور» الذي عُرض في عام 2022 على منصّة شاهد الرقمية المملوكة لمجموعة إم بي سي، ودوره في فيلم «اشتباك» للمخرج محمد دياب والذي عُرض في عام 2016 في افتتاح الدورة التاسعة والستين من مهرجان كان السينمائي الدولي بفرنسا.

## أعماله
| سنة العرض | اسم العمل                 | نوع العمل | الدور        |
| --------- | ------------------------- | --------- | ------------ |
| 2022      | آخر دور                   | مسلسل     | حارس الأمن   |
| 2021      | ضد الكسر                  | مسلسل     | الضابط حازم  |
| 2021      | نجيب زاهي زركش            | مسلسل     |              |
| 2020      | الاختيار (الجزء الأول)    | مسلسل     | رجب          |
| 2020      | صندوق الدنيا              | فيلم      | دربكة القاتل |
| 2019      | اللعبة الأمريكاني         | فيلم      |              |
| 2019      | لمس أكتاف                 | مسلسل     |              |
| 2018      | أرض النفاق                | مسلسل     | زتونة        |
| 2018      | نص جوازة                  | فيلم      | مروان        |
| 2017      | الأب الروحي (الجزء الأول) | مسلسل     | مصطفى        |
| 2017      | الحساب يجمع               | مسلسل     | حودة         |
| 2017      | سابع جار                  | مسلسل     | حسن          |
| 2017      | ليل داخلي                 | فيلم      |              |
| 2016      | اشتباك                    | فيلم      | عويس         |
| 2016      | الأستاذ بلبل وحرمه        | مسلسل     |              |
| 2016      | الأسطورة                  | مسلسل     |              |
| 2016      | بس انت مش شامم            | مسرحية    |              |
| 2016      | علي معزة وإبراهيم         | فيلم      |              |
| 2016      | فوق مستوى الشبهات         | مسلسل     | يونس         |
| 2016      | ونوس                      | مسلسل     | المحامي      |
| 2016      | يوم للستات                | فيلم      | جمعة         |
| 2016      | مريم                      | مسلسل     |              |

## روابط خارجية
- صفحة الممثل على موقع قاعدة بيانات الأفلام العربية